# Miss France 2025
Miss France 2025 est la 95e élection de Miss France. Elle a eu lieu le 14 décembre 2024 au Futuroscope dans le département de la Vienne.
L'élection, retransmise à partir de 21 h 10 sur TF1, est présentée par Jean-Pierre Foucault (pour la 30e année consécutive) et Cindy Fabre (pour la 3e fois consécutive), Miss France 2005 et directrice générale de l'organisation Miss France depuis août 2022. Ils sont accompagnés de Thierry Baumann pour le rappel des consignes de vote pour la 14e année consécutive.
Cette 95e élection sera la première édition sous la direction de Frédéric Gilbert, président de la société Miss France à la suite de la démission d’Alexia Laroche-Joubert après l’élection de Miss France 2024 et la deuxième depuis le décès le 1er août 2023 de Geneviève de Fontenay, présidente du comité Miss France de 1981 à 2010.
Au terme de cette soirée, c’est Angélique Angarni-Filopon, Miss Martinique 2024 qui est élue Miss France 2025, succédant ainsi à Ève Gilles, Miss Nord-Pas-de-Calais 2023 et Miss France 2024. Elle est la première candidate à se présenter à l’élection Miss France en étant âgée de plus de 30 ans ainsi que la première Miss Martinique à remporter ce titre.

## Classement final
| Résultats        | Candidates | Concours internationaux |
| ---------------- | --- | ----------------------- |
| Miss France 2025 | - Miss Martinique — Angélique Angarni-Filopon |                         |
| 1re dauphine     | - Miss Nord-Pas-de-Calais — Sabah Aïb |                         |
| 2e dauphine      | - Miss Corse — Stella Vangioni |                         |
| 3e dauphine      | - Miss Guadeloupe — Moïra André |                         |
| 4e dauphine      | - Miss Côte d'Azur — Lilou Émeline-Artuso |                         |
| Top 15           | - Miss Bourgogne — Clara Diry (5e dauphine) - Miss Aquitaine — Laura Marque (6e dauphine) - Miss Picardie — Marina Przadka - Miss Lorraine — Assia Roosz-Tomenti - Miss Normandie — Lucile Lecellier - Miss Alsace — Isabella Hebert - Miss Midi-Pyrénées — Olivia Sirena - Miss Tahiti — Temanava Domingo - Miss Champagne-Ardenne — Louison Thévenin - Miss Rhône-Alpes — Alexcia Couly |                         |

## Ordre d'annonce des finalistes
| 1. Midi-Pyrénées, annoncée par Jean-Pierre Foucault 2. Corse, annoncée par Cindy Fabre 3. Guadeloupe, annoncée par Jean-Pierre Foucault 4. Champagne-Ardenne, annoncée par Cindy Fabre 5. Lorraine, annoncée par Jean-Pierre Foucault 6. Tahiti, annoncée par Cindy Fabre 7. Picardie, annoncée par Jean-Pierre Foucault 8. Martinique, annoncée par Cindy Fabre 9. Nord-Pas-de-Calais, annoncée par Jean-Pierre Foucault 10. Alsace, annoncée par Cindy Fabre 11. Rhône-Alpes, annoncée par Jean-Pierre Foucault 12. Aquitaine, annoncée par Cindy Fabre 13. Côte d'Azur, annoncée par Jean-Pierre Foucault 14. Normandie, annoncée par Cindy Fabre 15. Bourgogne, annoncée par Jean-Pierre Foucault | 1. Corse, annoncée par Jean-Pierre Foucault 2. Côte d'Azur, annoncée par Cindy Fabre 3. Martinique, annoncée par Jean-Pierre Foucault 4. Nord-Pas-de-Calais, annoncée par Cindy Fabre 5. Guadeloupe, annoncée par Jean-Pierre Foucault |

## Déroulement
Le thème de cette édition est Le grand bal des Miss. Durant l'élection, 9 tableaux sont présentés, dans lesquels les Miss s'essaient au twist, à la country ou même au tango pour le dernier tableau qui réunit les quinze finalistes. Par ailleurs, les cinq finalistes sont accompagnées de 20 danseuses classiques sur un tableau spécifique.

## Préparation

### Voyage de préparation
Le 16 octobre 2024, Frédéric Gilbert,  président de la société Miss France, annonce par le biais d'un communiqué que le voyage de préparation aura lieu en Côte d'Ivoire, choisie pour ses  « multiples facettes avec un patrimoine culturel et historique très fort ». C’est la première fois qu’un voyage Miss France se déroule sur le continent africain,. Le 17 novembre 2024, les Miss régionales s'envolent pour la Côte d'Ivoire pour le voyage de préparation, encadré notamment par Maëva Coucke, Miss Nord-Pas-de-Calais 2017 et Miss France 2018 et Diane Leyre, Miss Ile-de-France 2021 et Miss France 2022,. Elles y effectuent le test de culture générale dont Marina Przadka (Miss Picardie) arrive en tête avec la note de 15,5 sur 20 points, suivie par Moïra André (Miss Guadeloupe) avec une note de 13,5 sur 20 et de Romane Aghostinho (Miss Auvergne) avec une note de 12,5 sur 20,.

## Jury
Le jury complet est dévoilé le 28 novembre 2024. Il est composé de,:
| Membre | Membre                            | Notes                                                      |
| ------ | --------------------------------- | ---------------------------------------------------------- |
|        | Sylvie Vartan, présidente du jury | Chanteuse et danseuse bulgaro-française                    |
|        | Cristina Cordula                  | Styliste et animatrice de télévision brésilo-française     |
|        | Marie-José Pérec                  | Athlète olympique                                          |
|        | Nawell Madani                     | Humoriste, animatrice, scénariste et réalisatrice belge    |
|        | Flora Coquerel                    | Miss France 2014                                           |
|        | Fauve Hautot                      | Danseuse, chorégraphe, actrice et animatrice de télévision |
|        | Khatia Buniatishvili              | Pianiste concertiste franco-géorgienne                     |

## Candidates
Dans le tableau ci-dessous sont indiqués les âges au moment des élections régionales.
| Région                                | Nom                       | Âge    | Taille | Résidence            | Élue le                                  | Classement final                                             | Réf. |
| ------------------------------------- | ------------------------- | ------ | ------ | -------------------- | ---------------------------------------- | ------------------------------------------------------------ | ---- |
| Miss Alsace                           | Isabella Hebert           | 20 ans | 1,71 m | Mundolsheim          | 20 septembre 2024 à Kirrwiller           | - Top 15 (11e)                                               | ,    |
| Miss Aquitaine                        | Laura Marque              | 25 ans | 1,75 m | Arcachon             | 6 octobre 2024 au Futuroscope            | - Top 15 (6e dauphine)                                       | ,    |
| Miss Auvergne                         | Romane Agostinho          | 27 ans | 1,75 m | Beaumont             | 8 septembre 2024 à Vichy                 |                                                              | ,    |
| Miss Bourgogne                        | Clara Diry                | 21 ans | 1,72 m | Saint-Agnan          | 13 octobre 2024 à Chevigny-Saint-Sauveur | - Top 15 (5e dauphine)                                       | ,    |
| Miss Bretagne                         | Marie Castel              | 20 ans | 1,78 m | Pleyber-Christ       | 27 septembre 2024 à Ploemeur             |                                                              | ,    |
| Miss Centre-Val de Loire              | Tiffanny Haie             | 18 ans | 1,76 m | Rouvres              | 29 septembre 2024 à Dreux                |                                                              | ,    |
| Miss Champagne-Ardenne                | Louison Thévenin          | 23 ans | 1,85 m | Sainte-Savine        | 11 octobre 2024 aux Mazures              | - Top 15 (14e) - Prix de l’éloquence                         | ,    |
| Miss Corse                            | Stella Vangioni           | 27 ans | 1,71 m | Bastia               | 29 juillet 2024 à Porticcio              | - 2e dauphine                                                | ,    |
| Miss Côte d'Azur                      | Lilou Émeline-Artuso      | 21 ans | 1,78 m | Antibes              | 28 juillet 2024 à Fréjus                 | - 4e dauphine                                                | ,    |
| Miss Franche-Comté                    | Manon Le Maou             | 28 ans | 1,74 m | Villers-Saint-Martin | 21 septembre 2024 à Dole                 |                                                              | ,    |
| Miss Guadeloupe                       | Moïra André               | 27 ans | 1,71 m | Terre-de-Bas         | 15 septembre 2024 au Gosier              | - 3e dauphine                                                | ,    |
| Miss Guyane                           | Jade Fansonna             | 22 ans | 1,74 m | Matoury              | 13 juillet 2024 à Cayenne                |                                                              | ,    |
| Miss Île-de-France                    | Julie Dupont              | 26 ans | 1,76 m | Puteaux              | 12 octobre 2024 à Dammarie-les-Lys       | - Prix du costume régional - Prix de la camaraderie          | ,    |
| Miss Languedoc                        | Jade Benazech             | 18 ans | 1,82 m | Sallèles-d'Aude      | 10 août 2024 à Beaucaire                 |                                                              | ,    |
| Miss Limousin                         | Emma Grégoire             | 23 ans | 1,78 m | Bort-les-Orgues      | 5 octobre 2024 à Couzeix                 |                                                              | ,    |
| Miss Lorraine                         | Assia Roosz-Tomenti       | 25 ans | 1,86 m | Villerupt            | 12 octobre 2024 à Amnéville              | - Top 15 (9e)                                                | ,    |
| Miss Martinique                       | Angélique Angarni-Filopon | 34 ans | 1,83 m | Fort-de-France       | 14 septembre 2024 à Fort-de-France       | - Miss France 2025                                           | ,    |
| Miss Mayotte                          | Zaya Toumbou              | 20 ans | 1,73 m | Acoua                | 31 août 2024 à Pamandzi                  |                                                              | ,    |
| Miss Midi-Pyrénées                    | Olivia Sirena             | 23 ans | 1,78 m | Balma                | 7 septembre 2024 à Villemur-sur-Tarn     | - Top 15 (12e)                                               | ,    |
| Miss Nord-Pas-de-Calais               | Sabah Aïb                 | 18 ans | 1,73 m | Villeneuve-d'Ascq    | 19 octobre 2024 à Liévin                 | - 1re dauphine                                               | ,    |
| Miss Normandie                        | Lucile Lecellier          | 27 ans | 1,74 m | Sainte-Cécile        | 29 juin 2024 à Alençon                   | - Top 15 (10e)                                               | ,    |
| Miss Pays de la Loire                 | Mélissa Atta Bessiom      | 25 ans | 1,81 m | Angers               | 28 septembre 2024 à Château-Gontier      |                                                              | ,    |
| Miss Picardie                         | Marina Przadka            | 25 ans | 1,70 m | Villers-Saint-Paul   | 20 octobre 2024 à Beauvais               | - Top 15 (8e) - Prix de la culture générale - Prix du défilé | ,    |
| Miss Poitou-Charentes                 | Charlie Benard            | 27 ans | 1,70 m | Angoulême            | 4 octobre 2024 au Futuroscope            | - Prix de l’académie des Miss                                | ,    |
| Miss Provence                         | Mégane Bertaud            | 24 ans | 1,73 m | Tourrettes           | 30 juillet 2024 à Saint-Raphaël          |                                                              | ,    |
| Miss Réunion                          | Marine Futol              | 18 ans | 1,80 m | Saint-Leu            | 24 août 2024 à Saint-Denis               |                                                              | ,    |
| Miss Rhône-Alpes                      | Alexcia Couly             | 22 ans | 1,72 m | Villeurbanne         | 28 septembre 2024 à Voiron               | - Top 15 (15e)                                               | ,    |
| Miss Roussillon                       | Cassiopée Rimbaud         | 21 ans | 1,71 m | Laroque-des-Albères  | 3 août 2024 au Barcarès                  |                                                              | ,    |
| Miss Saint-Martin et Saint-Barthélemy | Sasha Bique               | 19 ans | 1,70 m | Marigot              | 27 juillet 2024 à Grand-Case             |                                                              | ,    |
| Miss Tahiti                           | Temanava Domingo          | 22 ans | 1,81 m | Punaauia             | 21 juin 2024 à Papeete                   | - Top 15 (13e)                                               | ,    |

## Classement
À la suite du voyage de préparation, un jury de onze membres composé de membres du comité Miss France, de partenaires de l’élection ou d’anciennes Miss France présélectionne 15 candidates lors d'un entretien qui se déroule le 11 décembre 2024 à Poitiers. Lors de cet entretien, les candidates se présentent une par une puis défilent en robe de soirée devant le jury qui leur pose ensuite  des questions et observe de nombreux critères comme la motivation, l'éloquence ou encore le résultat au test de culture générale pour faire son choix.

### Résultats du Top 15
Lors du premier tour, Miss Martinique et Miss Guadeloupe, ex-æquo avec un total de 28 points, Miss Corse et Miss Nord-Pas-de-Calais, ex-æquo avec 26 points ainsi que Miss Côte d'Azur avec 21 points s'imposent parmi les 15 Miss présélectionnées. Miss Corse récolte le plus haut score du jury et Miss Guadeloupe obtient le plus haut score dans le classement des votes du public. Miss Bourgogne et Miss Aquitaine, ex-æquo avec un total de 19 points, deviennent respectivement cinquième et sixième dauphines.
| Miss                    | Public | Jury | Total |
| ----------------------- | ------ | ---- | ----- |
| Miss Martinique         | 14     | 14   | 28    |
| Miss Guadeloupe         | 15     | 13   | 28    |
| Miss Corse              | 11     | 15   | 26    |
| Miss Nord-Pas-de-Calais | 13     | 13   | 26    |
| Miss Côte-d’Azur        | 10     | 11   | 21    |
| Miss Bourgogne          | 8      | 11   | 19    |
| Miss Aquitaine          | 12     | 7    | 19    |
| Miss Picardie           | 7      | 11   | 18    |
| Miss Lorraine           | 4      | 11   | 15    |
| Miss Normandie          | 9      | 4    | 13    |
| Miss Alsace             | 6      | 4    | 10    |
| Miss Midi-Pyrénées      | 5      | 4    | 9     |
| Miss Tahiti             | 2      | 6    | 8     |
| Miss Champagne-Ardenne  | 1      | 6    | 7     |
| Miss Rhône-Alpes        | 3      | 4    | 7     |

#### Résultats du Top 5
Lors du second tour, Miss Martinique est élue Miss France 2025 avec un total de 9 points, arrivant première des votes des jurys (qui lui ont attribué 5 points) et deuxième du vote du public (qui lui a attribué 4 points). Miss Nord-Pas-de-Calais est élue première dauphine avec 8 points, dont 5 points du public (plus haut score du public) et 3 points des jurys (3e position des votes des jurys). Miss Corse est élue deuxième dauphine avec 6 points, dont 2 du public (4e du vote du public) et 4 des jurys (2 du vote des jurys). Miss Guadeloupe et Miss Côte d'Azur, respectivement troisième et quatrième dauphines, ferment le Top 5 avec 5 points pour Miss Guadeloupe et 2 points pour Miss Côte d'Azur.
| N° | Candidates              | Public | Jury | Total |
| -- | ----------------------- | ------ | ---- | ----- |
| 1  | Miss Martinique         | 4      | 5    | 9     |
| 2  | Miss Nord-Pas-de-Calais | 5      | 3    | 8     |
| 3  | Miss Corse              | 2      | 4    | 6     |
| 4  | Miss Guadeloupe         | 3      | 2    | 5     |
| 5  | Miss Côte d'Azur        | 1      | 1    | 2     |

### Prix attribués
| Prix                        | Candidates                                |
| --------------------------- | ----------------------------------------- |
| Prix de la culture générale | Miss Picardie – Marina Przadka (15,5/20)  |
| Prix du costume régional    | Miss Île-de-France – Julie Dupont         |
| Prix de l'académie des Miss | Miss Poitou-Charentes — Charlie Benard    |
| Prix de la camaraderie      | Miss Île-de-France — Julie Dupont         |
| Prix du défilé              | Miss Picardie — Marina Przadka            |
| Prix de l'éloquence         | Miss Champagne-Ardenne — Louison Thévenin |

## Observations